# Didymodon herzogii
Didymodon herzogii är en bladmossart som beskrevs av Richard Henry Zander 1993. Didymodon herzogii ingår i släktet lansmossor, och familjen Pottiaceae. Inga underarter finns listade i Catalogue of Life.